# Þjazi

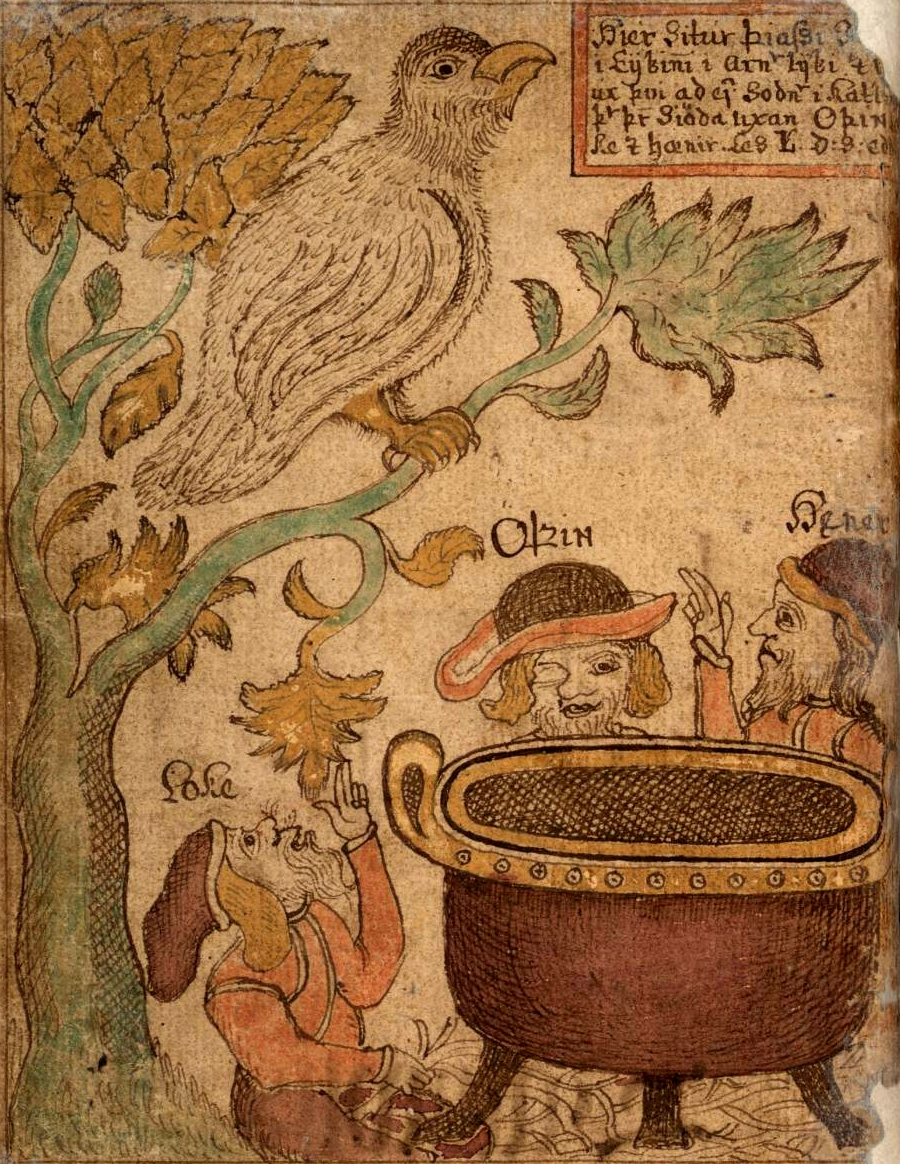
Þjazi ferma la produzione del cibo per gli Æsir in questo manoscritto islandese del XVII secolo.

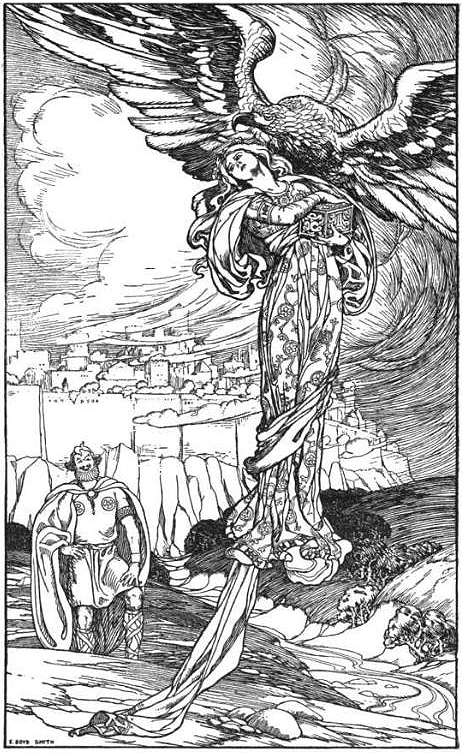
"Volò via con lei, le mele magiche e tutto il resto" (1902) di Elmer Boyd Smith.

Nella mitologia norrena Þjazi (anglicizzato in Thiazi o Thjazi) fu un Jǫtunn (gigante), figlio di Ölvaldi (o Alvaldi).

## Miti associati
Il mito più importante è descritto nel Skáldskaparmál e nel poema scaldo Haustlöng. Secondo quanto riportato, Þjazi rapì la dea Iðunn per privare gli Æsir delle sue mele, i quali cominciarono a invecchiare rapidamente. Loki intervenne trasformandolo in una noce per poi salvarlo, ma Þjazi inseguì il dio e fu ucciso dagli Æsir. Nello Jǫtunheimr viveva a Þrymheimr e aveva una figlia che si chiamava Skaði, la quale cercò vendetta per l'uccisione del padre.   
Nello Jǫtunheimr viveva a Þrymheimr e aveva una figlia che si chiamava Skaði, la quale cercò vendetta per l'uccisione del padre. 
Aveva due fratelli, Gangr e Iði, con i quali si spartirono lentamente la ricca eredità in oro del padre, prendendolo a piccoli bocconi uno per volta. Da qui deriverebbe il kenning "parola di Þjazi, Gangr o Idi"" come sinonimo di oro.
Þjazi è citato anche nel Grímnismál, nel Hárbarðsljóð, nel Lokasenna e nel Hyndluljóð.